# Act Tower

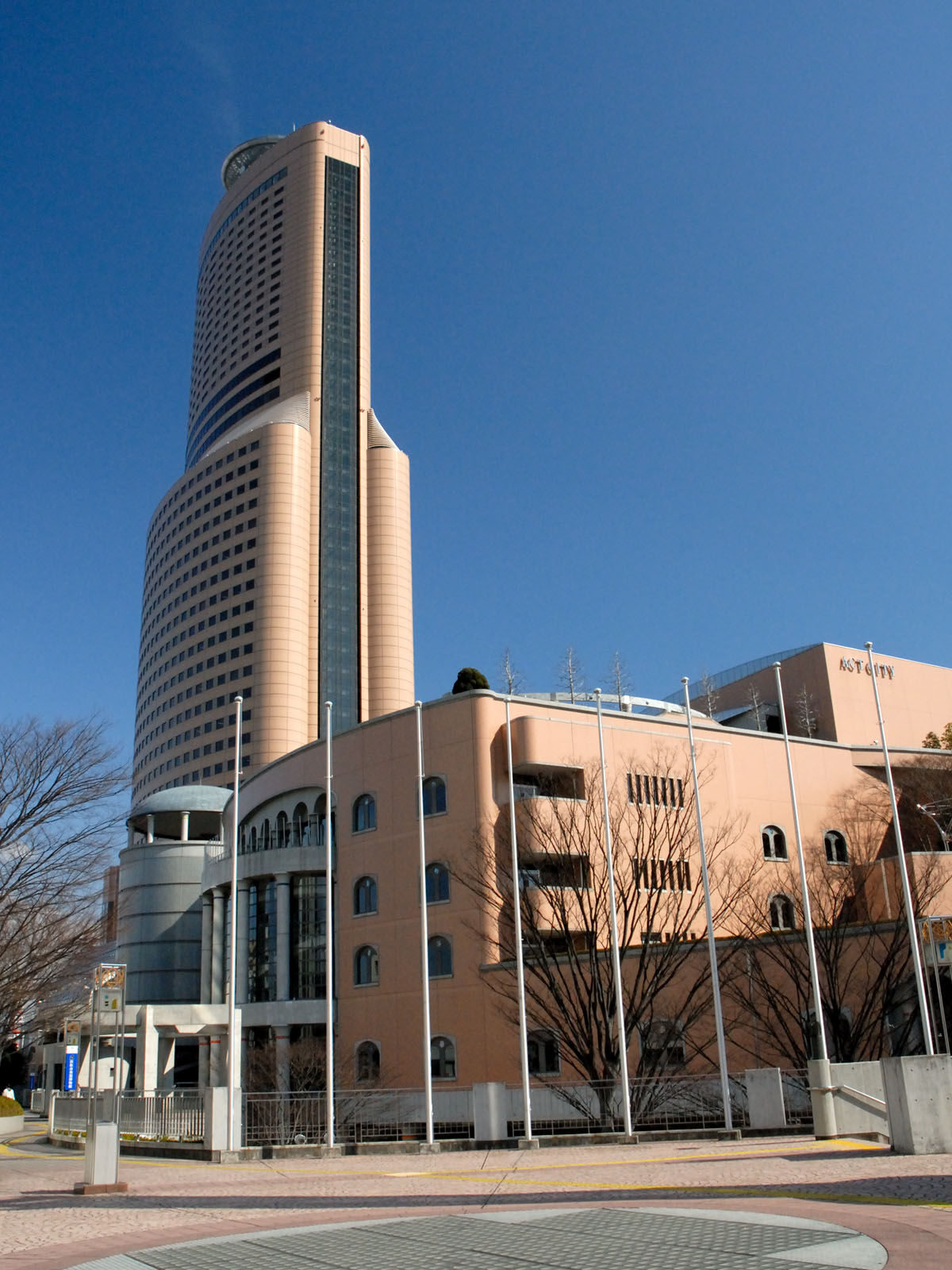
Act Tower.

Act Tower (アクトシティ浜松) é um arranha-céu situado em  Hamamatsu, Prefeitura de Shizuoka, Japão. O edifício possui 213 metros de altura e 45 andares, que o fazem ser o edifício mais alto de Hamamatsu, e o mais alto do Japão fora das regiões metropolitanas de Tóquio, Osaca e Nagoia. Foi construído em 1994, contendo o Hotel Okura City em seus 17 andares mais altos, assim como uma plataforma de observação. A estrutura foi projetada para se parecer com uma harmônica, em concordância com a importante cultura musical de Hamamatsu.